# 勒梅尼勒贝拉尔
勒梅尼勒贝拉尔（法語：Le Ménil-Bérard，法語發音：[lə menil beʁaʁ] ⓘ）是法国奥恩省的一个市镇，属于莫尔塔涅欧佩什区。

## 地理
勒梅尼勒贝拉尔（48°42'34"N, 0°30'41"E）面积7.33 平方千米，位于法国诺曼底大区奧恩省，该省份为法国西北部内陆省份，北起顺时针与卡爾瓦多斯省、厄尔省、厄尔-卢瓦省、萨尔特省、马耶讷省和芒什省接壤。
与勒梅尼勒贝拉尔接壤的市镇（或旧市镇、城区）包括：里勒河畔圣伊莱尔、奥布、欧盖斯、布勒泰勒、拉费里耶尔-欧杜瓦延、圣戈比日-圣科隆布。

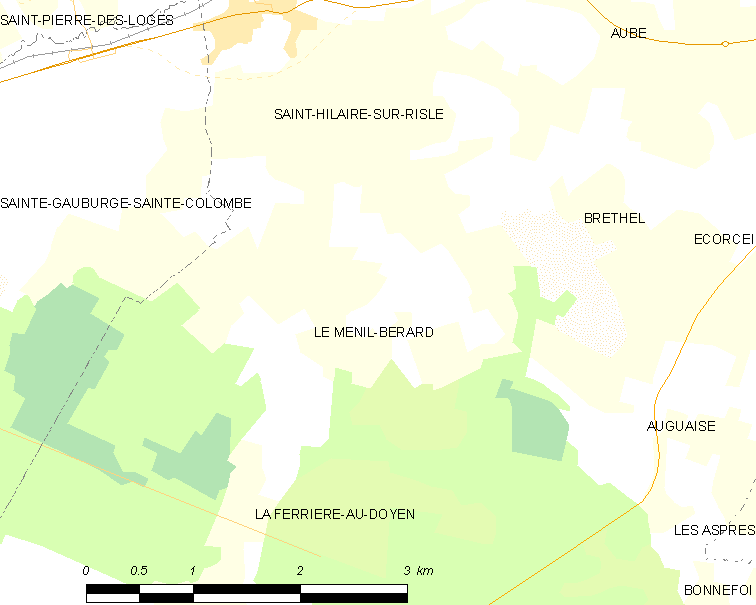
勒梅尼勒贝拉尔的OSM定位图

勒梅尼勒贝拉尔的时区为UTC+01:00、UTC+02:00（夏令时）。

## 行政
勒梅尼勒贝拉尔的邮政编码为61270，INSEE市镇编码为61259。

## 政治
勒梅尼勒贝拉尔所属的省级选区为图鲁夫尔欧佩什县。

## 人口

1962-2008年间勒梅尼勒贝拉尔人口变化图示

勒梅尼勒贝拉尔于2022年1月1日时的人口数量为68人。